# Amy Grabow
Amy Elizabeth Grabow (* 18. Dezember 1979 in Huntington Beach, Orange County, Kalifornien) ist eine US-amerikanische Schauspielerin. Zu Beginn ihrer Schauspieltätigkeit wurde sie als Amy Bernhardt betitelt.

## Leben
Nach der High School beschloss Grabow Schauspielerin zu werden. Sie studierte an der Academy for the Performing Arts. 
Grabow debütierte 1998 in einer Episode der Fernsehserie Saved by the Bell: The New Class als Schauspielerin. Es folgten Nebenrollen in Spielfilmen und Episodenrollen in verschiedenen Fernsehserien. Ab 2004 verkörperte sie in insgesamt 38 Episoden die Rolle der Rachel Adair in der Fernsehserie General Hospital. 2005 schied sie durch den Serientod aus der Fernsehserie aus. Bis 2010 folgten weitere Besetzungen in Spielfilmen und einzelnen Episoden verschiedener Fernsehserien. Nach knapp acht Jahren ohne Mitwirkungen im Filmgeschäft folgte 2018 eine Besetzung in einer Episode der Fernsehserie 9-1-1.
Sie ist verheiratet und Mutter von zwei Kindern.

## Filmografie
- 1998: Saved by the Bell: The New Class (Fernsehserie, Episode 6x02)
- 2001: Total blond (Totally Blonde)
- 2003: The Fastest Samurai in the West (Mini-Serie)
- 2003: Cyberslut Killers in the Hollywood Hills (Kurzfilm)
- 2004: Charmed – Zauberhafte Hexen (Charmed) (Fernsehserie, Episode 6x20)
- 2004: Monk (Fernsehserie, Episode 3x08)
- 2004–2005: General Hospital (Fernsehserie, 38 Episoden)
- 2005: Gary: Under Crisis (Fernsehfilm)
- 2005: Crossing Jordan – Pathologin mit Profil (Crossing Jordan) (Fernsehserie, Episode 5x02)
- 2005: Supernatural (Fernsehserie, Episode 1x06)
- 2006: Though None Go with Me (Fernsehfilm)
- 2006: On the Brink (Kurzfilm)
- 2009: In the Motherhood (Fernsehserie, 2 Episoden)
- 2009: The Divided
- 2010: The Kids Are All Right
- 2010: Meet My Mom (Fernsehfilm)
- 2018: 9-1-1 (Fernsehserie, Episode 2x01)
- 2021: American Horror Stories (Fernsehserie, Episode 1x03)